# SEAT Alhambra
La SEAT Alhambra è una monovolume, nata da un progetto congiunto di Volkswagen e Ford, da cui sono nate anche la Volkswagen Sharan e la Ford Galaxy.

## Prima serie (1996-2010)
La Alhambra, monovolume con sette posti, debutta sul mercato nel 1996, un anno dopo la Sharan e la Galaxy. Le differenze con le "cugine" erano minime, e l'auto ebbe un buon successo commerciale, come le versioni marchiate Volkswagen e Ford, e come le sue sorelle viene costruita negli stabilimenti portoghesi del gruppo tedesco.

### Motorizzazioni
Le motorizzazioni disponibili sono:
- 2.0 8v benzina da 110 cv
- 1.8 T benzina da 150 cv
- 2.8 V6 benzina da 204 cv
- 1.9 TDI diesel da 110 cv
- 2.0 TDI diesel da 130 cv

## Motorizzazioni
| Modello        | Disponibilità       | Motore  | Cilindrata (cm³) | Potenza         | Coppia Massima (Nm) | Emissioni CO2 (g/Km) | 0–100 km/h (secondi) | Velocità max (Km/h) | Consumo medio (Km/l) |
| 1.8 T 20V      | dal 1999 al 2010    | Benzina | 1781             | 110 Kw (150 Cv) | 210                 | 225                  | 10.9                 | 199                 | 10.1                 |
| 2.0            | dal debutto al 2002 | Benzina | 1984             | 85 Kw (116 Cv)  | 170                 | n.d                  | 15.2                 | 177                 | 10.1                 |
| 2.8 V6         | dal 2000 al 2009    | Benzina | 2792             | 150 Kw (204 Cv) | 265                 | 265                  | 10.3                 | 214                 | 8.3                  |
| 1.9 TDI        | dal debutto al 2002 | Diesel  | 1896             | 66 Kw (90 Cv)   | 202                 | n.d                  | 19.3                 | 160                 | 14.8                 |
| 1.9 TDI/110 Cv | dal 1998 al 2000    | Diesel  | 1896             | 81 Kw (110 Cv)  | 235                 | n.d                  | 14.7                 | 172                 | 14.7                 |
| 1.9 TDI/115 Cv | dal 1999 al 2010    | Diesel  | 1896             | 85 Kw (116 Cv)  | 310                 | 178                  | 13.7                 | 181                 | 15.1                 |
| 1.9 TDI/130 Cv | dal 2002 al 2006    | Diesel  | 1896             | 96 Kw (130 Cv)  | 310                 | 176                  | 12.8                 | 188                 | 14.8                 |
| 2.0 TDI        | dal 2005 al 2010    | Diesel  | 1968             | 103 Kw (140 Cv) | 310                 | 175                  | 12.2                 | 192                 | 13.9                 |

### Restyling prima serie (2000-2010)

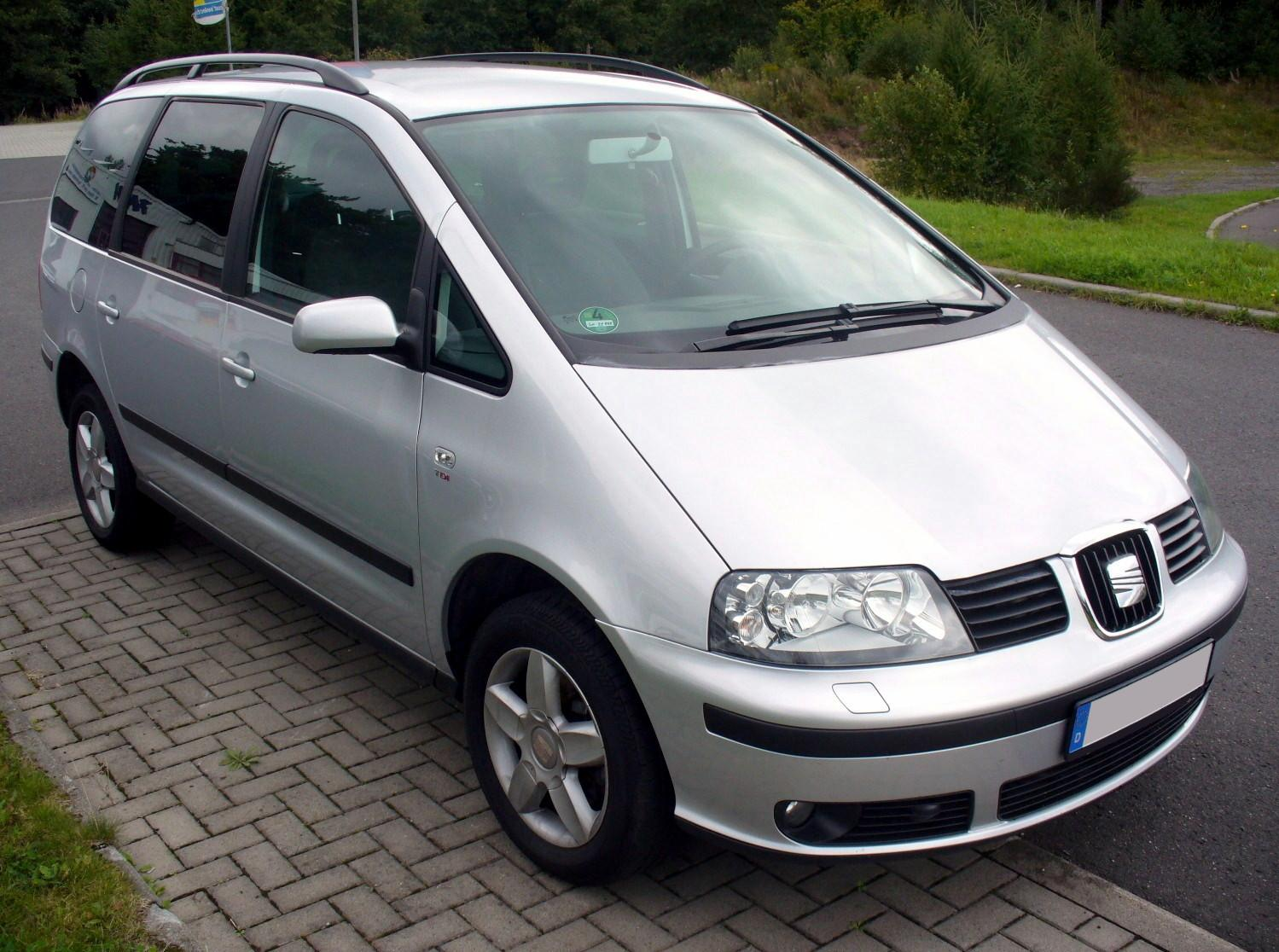
Seat Alhambra TDI Facelift Reflexsilber

Nel 2000 la Alhambra è stata sottoposta a un pesante aggiornamento che ne cambia totalmente l'aspetto sia all'interno che all'esterno: nuove motorizzazioni con il nuovo motore TDI e la trazione integrale TT4 (Total Traction 4) di provenienza Volkswagen. Con l'introduzione sul mercato di questo restyling (assieme alla Volkswagen Sharan che continuerà ad essere pressoché identica) assume un'identità a sé e si distacca dallo stile della "cugina" Ford Galaxy, che uscirà definitivamente dalla joint-venture nel 2006.
Nel 2006 viene introdotto un leggerissimo restyling, che presenta modifiche di dettaglio e nuovi cerchi in lega per le versioni che li montano. Fu prodotta l'anno del 50º anniversario della casa automobilistica.

### Motorizzazioni
Le motorizzazioni disponibili sono:
- 2.0 8v benzina da 115 cv
- 1.8 T benzina da 150 cv
- 2.8 V6 benzina da 204 cv (disponibile anche con la trazione integrale)
- 1.9 TDI Diesel da 130 cv
- 1.9 TDI diesel da 116 cv (disponibile col cambio automatico tiptronic e con la trazione 4x4)
- 2.0 TDI diesel da 140 cv (disponibile con il filtro antiparticolato DPF, con un consumo di 6,8 l/100 km ed emissioni di 175 g/km CO2).

Nel 2008 debutta la Alhambra Ecomotive, versione a basso impatto ambientale con il motore 2.0 TDI da 140 cv che, grazie ad alcune modifiche a cambio, motore e pneumatici, permette un consumo di 6 l/100 km ed emissioni di CO2 contenute in 159 g/km.

## Seconda serie (2010-2020)

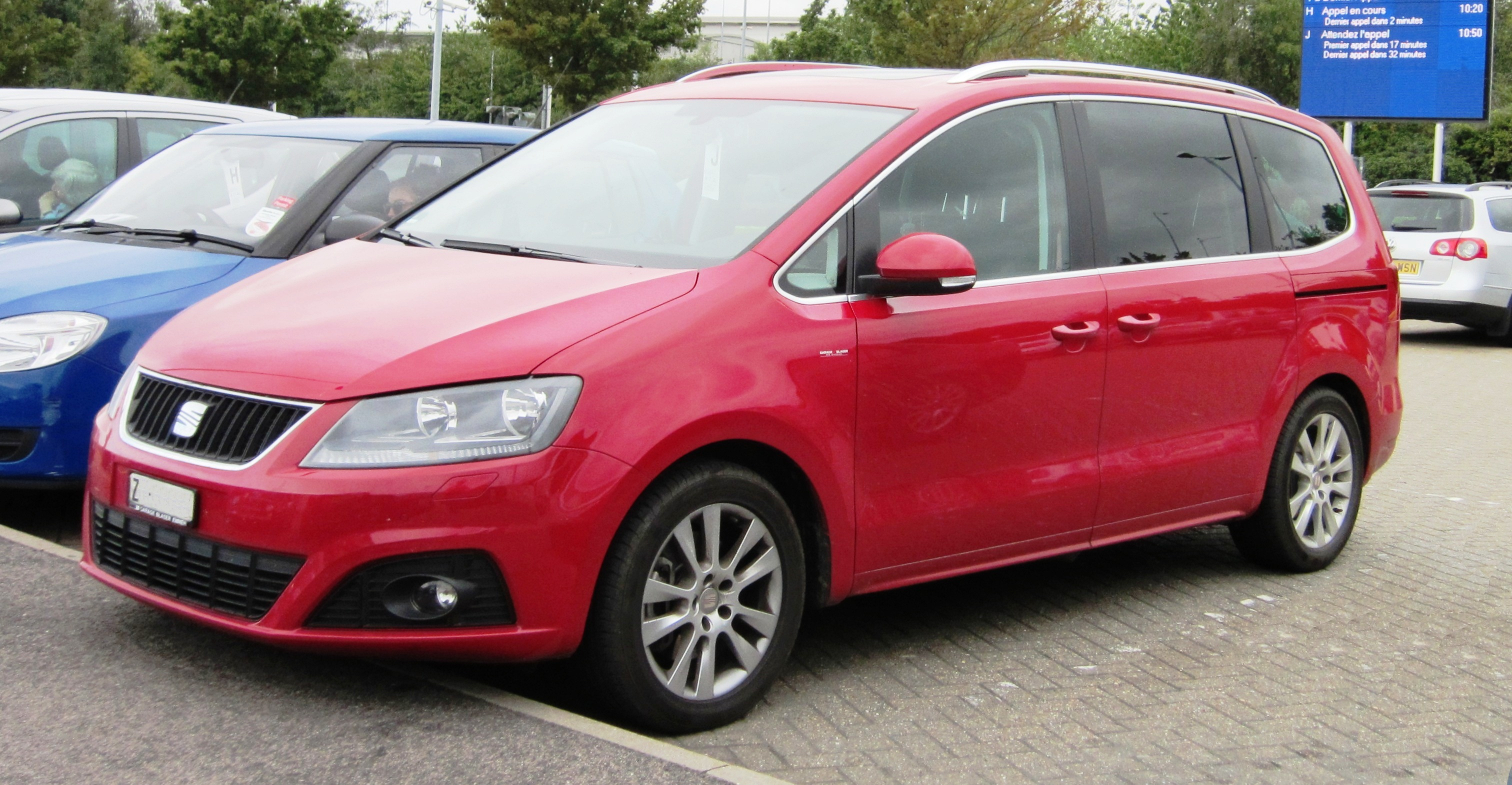
SEAT Alhambra 2010

Al Salone di Ginevra del 2010 viene presentata la nuova generazione della Volkswagen Sharan e viene annunciato che al 
Salone di Parigi dello stesso anno verrà svelata in anteprima mondiale il nuovo modello della Alhambra, ancora una volta derivato dalla monovolume tedesca.
A sorpresa ed in anticipo sulle previsioni, il 19 aprile 2010 ne vengono diffuse le prime immagini ufficiali.
In commercio dal mese di ottobre del 2010 la monovolume SEAT si distingue per le dimensioni maggiori rispetto al modello che sostituisce, per la presenza delle porte scorrevoli, per il frontale, più sportivo e per un posteriore differente, come le calotte dei fanali. All'interno ci sono sempre 7 posti e la plancia è la stessa della cugina tedesca: a cambiare, invece, sono i rivestimenti dei sedili (meno ricercati) e il volante, più sportivo e allineato al design SEAT.

### Motorizzazioni
| Modello        | Disponibilità    | Motore  | Cilindrata (cm³) | Potenza         | Coppia Massima (Nm) | Emissioni CO2 (g/Km) | 0–100 km/h (secondi) | Velocità max (Km/h) | Consumo medio (Km/l) |
| 1.4 TSI        | dal 2010 al 2015 | Benzina | 1390             | 110 Kw (150 Cv) | 240                 | 167                  | 10.7                 | 197                 | 13.9                 |
| 2.0 TDI        | dal 2010 al 2020 | Diesel  | 1968             | 103 Kw (140 Cv) | 320                 | 143                  | 10.9                 | 194                 | 18.2                 |
| 2.0 TDI 4WD    | dal 2011 al 2020 | Diesel  | 1968             | 103 Kw (140 Cv) | 320                 | 158                  | 11.4                 | 191                 | 16.7                 |
| 2.0 TDI/170 Cv | dal 2010 al 2020 | Diesel  | 1968             | 125 Kw (170 Cv) | 350                 | 154                  | 9.8                  | 204                 | 16.9                 |